# Der III. Weg

Drapeau de Der III. Weg.

Der III. Weg ou Der Dritte Weg (en français : « La IIIe voie » ou « troisième voie ») est un parti néonazi allemand. Il a été fondé le 28 septembre 2013 avec la participation importante d'anciens responsables et militants du Parti national-démocrate d'Allemagne (NPD) et des Freies Netz Süd (FNS), qui a été interdit en juillet 2014. Cela est considéré comme une tentative de maintenir le FNS sous la protection du privilège du parti.
Le parti est particulièrement actif dans le sud et l'est de l'Allemagne.

## Histoire
Le parti est fondé le 28 septembre 2013 à Heidelberg par un ancien responsable du NPD, Klaus Armstroff. Il est élu premier président du parti. 
Le parti dispose d'une base numériquement assez restreinte, mais très active. Le parti ne vise pas particulièrement un accroissement quantitatif. Au contraire, il préfère miser sur l'activisme politique et l'élaboration progressive d'une « élite révolutionnaire ».
La majorité de ses membres sont classés par l'Office de la protection de la constitution du Land de Brandebourg comme « extrêmement violents »[réf. à confirmer].

## Programme

### Politique intérieure
Le parti appelle à la création d'un « socialisme allemand » en tant que « troisième voie » entre le communisme et le capitalisme. Le programme se base sur une conception ethnique de l’humanité, mettant particulièrement l'accent sur la notion de « communauté populaire ». Le parti est anti-parlementaire et prône l'instauration d'une démocratie présidentielle à l'exécutif fort. Les secteurs vitaux de l'industrie et les banques doivent être nationalisés. 
Le parti revendique l'héritage des courants nationaux-révolutionnaires de la Révolution conservatrice, dont celui du Front noir et des frères Gregor et Otto Strasser. Armstroff, lors d'une manifestation à Plauen le mai 2014, accuse les « entrepreneurs capitalistes » de pousser sciemment les travailleurs allemands « vers la voie de garage du chômage de longue durée », pour les remplacer par « le sang neuf des travailleurs immigrés ». 
Lors du Congrès fédéral du parti en 2014, il annonce des distributions de tracts devant les centres d'accueil de réfugiés et à la lutte contre l'immigration. 
Le parti rejette ouvertement les valeurs chrétiennes, leur préférant un retour à l'héritage pagano-germanique, inspiré de l'Artgemeinschaft. 
Le parti revendique aussi le retour de l'Allemagne dans ses frontières d'avant la Première Guerre mondiale.

### Politique étrangère
En matière de politique étrangère, Der III. Weg défend le parti grec Aube dorée, les extrêmes droites hongroise, ukrainienne et russe, le Mouvement de résistance nordique scandinave et le régime syrien de Bachar el-Assad. Le parti est farouchement antisioniste,,.

## Activités
Le parti organise des activités sociales telles que des distributions de nourriture, de produits de première nécessité et de vêtements à destination des sans-abris et des Allemands dans le besoin. Il propose aussi des aides aux devoirs pour les enfants et les adolescents, ainsi que des formations d'arts martiaux et de self-défense.
Il compte environ 580 membres en 2019. Le groupe n'entend pas devenir une organisation de masse et se conçoit comme une « élite aryenne », avec pour objectif de former les cadres d'une future « révolution nationale ».

## Résultats électoraux

### Elections fédérales
| Année | Voix  | %    | Rang | Sièges  | Gouvernement |
| ----- | ----- | ---- | ---- | ------- | ------------ |
| 2017  | -     | -    | -    | 0 / 709 | Absent       |
| 2021  | 7 832 | 0,01 | 32e  | 0 / 736 | Opposition   |

### Elections européennes
| Année | Voix   | %    | Rang | Sièges |
| ----- | ------ | ---- | ---- | ------ |
| 2014  | -      | -    | -    | 0 / 96 |
| 2019  | 12 822 | 0,03 | 39e  | 0 / 96 |